# Friedrich Rieck
Friedrich Rieck (* 23. Dezember 1809 in Vitzdorf auf Fehmarn; † 6. März 1878 in Lübeck) war ein deutscher Philologe und Parlamentarier.

## Leben
Rieck wurde als Sohn eines Hofbesitzers geboren und ging auf die Gelehrtenschule zu Glückstadt und auf das Gymnasium in Altona. Er studierte ab 1829 an den Universitäten Kiel und Jena evangelische Theologie und Philologie. In Jena gehörte er der liberalen Richtung Arminia der Allgemeinen Burschenschaft an; 1832 war er Sprecher der vereinigten Burschenschaft und nahm in dieser Eigenschaft Fritz Reuter als neues Mitglied auf. In Kiel gehörte er 1832 der Burschenschaft an. 1833 konnte er wegen einer behördlichen Untersuchung über die Teilnahme an einer studentischen Verbindung zunächst nicht zum Ersten Theologischen Examen antreten, legte dieses jedoch dann 1834 mit Erlaubnis der Behörden ab. Während der bis 1837 weiter laufenden Untersuchung arbeitete er zunächst als Hauslehrer. Rieck wurde 1838 in Kiel zum Dr. phil. promoviert; eine Hochschullaufbahn wurde ihm jedoch aus politischen Gründen verwehrt, so wurde ihm wegen der Zugehörigkeit zur Burschenschaft die akademische Lehrerlaubnis entzogen.
Er wurde 1838 bis 1845 Lehrer (Kollaborator) an der Gelehrtenschule in Flensburg, sodann 1845 bis 1851 Rektor (stellvertretender Schulleiter) der Lauenburgische Gelehrtenschule in Ratzeburg. Nach der Wiederherstellung der dänischen Oberhoheit über die Herzogtümer ging er 1851 nach Zwickau als Direktor des dortigen Gymnasiums, wo er bis 1857 blieb. Danach war er in Mecklenburg als Pädagoge tätig, unter anderem 1866 in Grevesmühlen.
1848 bis 1851 war Rieck Mitglied der Landesversammlung im Herzogtum Sachsen-Lauenburg.

## Schriften
- De praepositionibus nonnullis Novi Testamenti. Dissertation Universität Kiel 1838.
- Der Schleswig-Holsteinische Gnomon und die Volksschule, 1843.
- Göthe's hundertjähriger Geburtstag. Festrede, etc , 1849.
- Ueber falsche Richtungen der modernen Pädagogik. Rede zum Antritte des Directorats des Gymnasiums zu Zwickau am 30 Juni 1851 gehalten, 1851.
- Andeutungen über den Zusammenhang des Gymnasiums mit der Kirche, 1851.
- Pädagogische Briefe. Aus der Erinnerung an G. W. Nitzsch, Bielefeld/Leipzig: Velhagen & Klasing 1867. (Digitalisat)